# Jean Malaquais
Jean Malaquais (ur. 11 kwietnia 1908 w Warszawie, zm. 22 grudnia 1998 w Genewie), właśc. Wladimir Jan Pavel Malacki – francuski pisarz polskiego pochodzenia, laureat Nagrody Renaudot w 1939 r. za powieść Les Javanais.

## Życiorys
Urodził się 11 kwietnia 1908 r. w żydowskiej, lecz niereligijnej rodzinie. Jego ojciec był profesorem greki i łaciny, jego matka zaś – muzykiem. Po ukończeniu szkoły średniej uciekł z Polski do Francji, gdzie przyjął nową tożsamość. Za swą pierwszą powieść, Les Javanais, otrzymał Nagrodę Renaudot w 1939 r.
W czasie wojny mieszkał m.in. w Wenezueli oraz Stanach Zjednoczonych.
Po wojnie wrócił do Europy, mieszkał głównie w Genewie, gdzie zmarł 22 grudnia 1998 r.

## Dzieła
Źródło:
- Les Javanais (1939)
- Tentations (1943)
- Coups de barre (1944)
- Planète sans visa (1947)
- Le nommé Louis Aragon ou le Patriote professionnel (1947)
- Le gaffeur (1953)
- De Marx à Mao Tsé-Toung (1967)
- Sören Kierkegaard, foi et paradoxe (1971)
- Journal de guerre (1997)
- Correspondance (2000), wyd. pośmiertne